# Варґово (Поморське воєводство)
Варґово (пол. Wargowo) — село в Польщі, у гміні Чарна Домбрувка Битівського повіту Поморського воєводства.
Населення — 82 особи (2011).
У 1975-1998 роках село належало до Слупського воєводства.

## Демографія
Демографічна структура станом на 31 березня 2011 року:
|          | Загалом | Допрацездатний вік | Працездатний вік | Постпрацездатний вік |
| -------- | ------- | ------------------ | ---------------- | -------------------- |
| Чоловіки | 42      | 6                  | 27               | 9                    |
| Жінки    | 40      | 10                 | 20               | 10                   |
| Разом    | 82      | 16                 | 47               | 19                   |